# Ivan Záleský
Ivan Záleský (9. srpna 1948 Varnsdorf – 10. února 2024 Rumburk) byl český sochař a malíř narozený ve Varnsdorfu.

## Životopis
Vystudoval sochařsko-kamenickou školu v Hořicích a následně, v letech 1966–1972, Akademii výtvarných umění v Praze. Na Akademii byl přijat ze 3. ročníku střední školy pro svůj výjimečný talent. Studoval zde pod vedením profesora Karla Lidického.
V rámci jeho prací se na začátku své kariéry zabýval plastikami plnými světelných kontrastů zobrazující osudové situace. Později přešel od složitosti symbolického sdělení k zobrazení témat citových vztahů, především v rámci rodiny a portrétům, zejména dětských. Jeho práce zahrnuje komorní plastiky a plastiky v exteriéru. Autor je členem Unie výtvarných umělců ústecké oblasti.
Získal II. cenu v soutěži na ústřední plastiku pro novou nemocnici v Mostě. Účastnil se mnoha výstav pořádaných Svazem českých výtvarných umělců a Unií umělců (Oblastní galerie v Litoměřicích, Liberci, Náchodě, Olomouci, ČFVU). Jeho díla jsou zastoupená po celém území České republiky, dále na Slovensku,  v Belgii, Lucembursku, Švýcarsku, Francii, Německu, Dánsku, Norsku, Itálii a USA.
Dcera Ivana Záleská (nar. 1971) je rovněž výtvarnice.

## Dílo
- 1976: Sousoší rodina, Bečov u Mostu
- 1976: Plastika Dvojice, pískovec, Benešov nad Ploučnicí
- 1976: Sousoší Mateřství, Vratislavice nad Nisou[2]
- 1977: Cínová plastika Děti, sídliště v Rumburku[2]
- 1978: Reliéf do vstupního prostoru podniku SEPAP, Štětí[2]
- 1979: Socha Matky s dítětem před MŠ ve Varnsdorfu; Bronzová plastika cvičenky na Severní terase, Ústí nad Labem[2]
- 1980: Kamenná plastika Školačka před ZŠ v Chánově u Mostu; Busta pplk. Rumjanceva pro libereckou radnici[2]
- 1981: Mramorový reliéf Tvůrce a múza, Okresní knihovna, Most;
- 1981: Bronzové sousoší Interkosmos před kinem Kosmos, Most[2]
- 1982: Plastika před plaveckým bazénem, Rumburk
- 1982: Socha ženy pro fontánu na sídlišti v Rumburku
- 1982: Bronzová plastika Gymnastka v areálu kolejí VŠCHT, Praha[2]
- 1983: Bronzová plastika pro pomník důlního neštěstí na Dole Pluto, Litvínov[2]
- 1984: Máchovská variace, bronz, Děčín
- 1987: Rodina, bronz, Ústí nad Labem[2]
- 1987: Děti, bronz, Česká Lípa
- 1994: Pohlazení, plastika z patinované pryskyřice, Smuteční síň, Most
- 1995: Paganini, patinovaný cín, soukromá sbírka
- 1996: Zamyšlená, beton, soukromá sbírka
- 1999: Venuše, beton, soukromá sbírka, Rumburk
- 2000: Ezop, Kulturní dům, Rumburk
- 2000: Hamlet, bronz
- 2001: Léda s labutí, mramor
- 2004: Muž a pes, beton, soukromá sbírka, Rumburk
- 2006: Orfeus a Nymfa, pískovec
- 2008: Charón, patinovaný cín, soukromá sbírka
- 2009: Don Quijote, beton, soukromá sbírka, Rumburk
- 2010: Stojící, patinovaný cín
- 2010: Žena, patinovaný cín
- 2012: Dívka sedící, patinovaný cín
- 2015: Richard III, patinovaný vosk
- 2015: Vánek, patinovaný cín
- 2015: Citlivá, patinovaný cín
- 2016: Sen noci svatojánské, patinovaný cín
- 2017: Srdce, patinovaný cín
- 2017: Zátiší s peřím a vejcem, pískovec
- 2018: Kniha života, Vědecká knihovna UJEP, Ústí nad Labem
- 2018: Závoj, Červená aula UJEP, Ústí nad Labem
- 2018: Dvojice, Obřadní síň, Městský úřad Rumburk
- 2019: Chodci, venkovní areál Kampusu UJEP, Ústí nad Labem
- 2004: Pastýřka a kominíček, beton, soukromá sbírka, Rumburk
- 2022: Níké, beton, soukromá sbírka, Rumburk
- 2022: Píšťalka, beton, soukromá sbírka, Rumburk
- 2022: Víla, beton, soukromá sbírka, Rumburk
- 2022: Peřina, speciální beton, soukromá sbírka, Rumburk
- 2023: Kalendář 2023, zahradní sochy
- 2023: Ilustrace básnické sbírky Ivo Stehlíka: Mísení krve
- 2023: Malý princ, speciální beton, soukromá sbírka, Rumburk
- 2023: Madonna, mirabel, soukromá sbírka, Rumburk
- 2023: Facade Drawing, A couple with an Angel, Rumburk

## Galerie

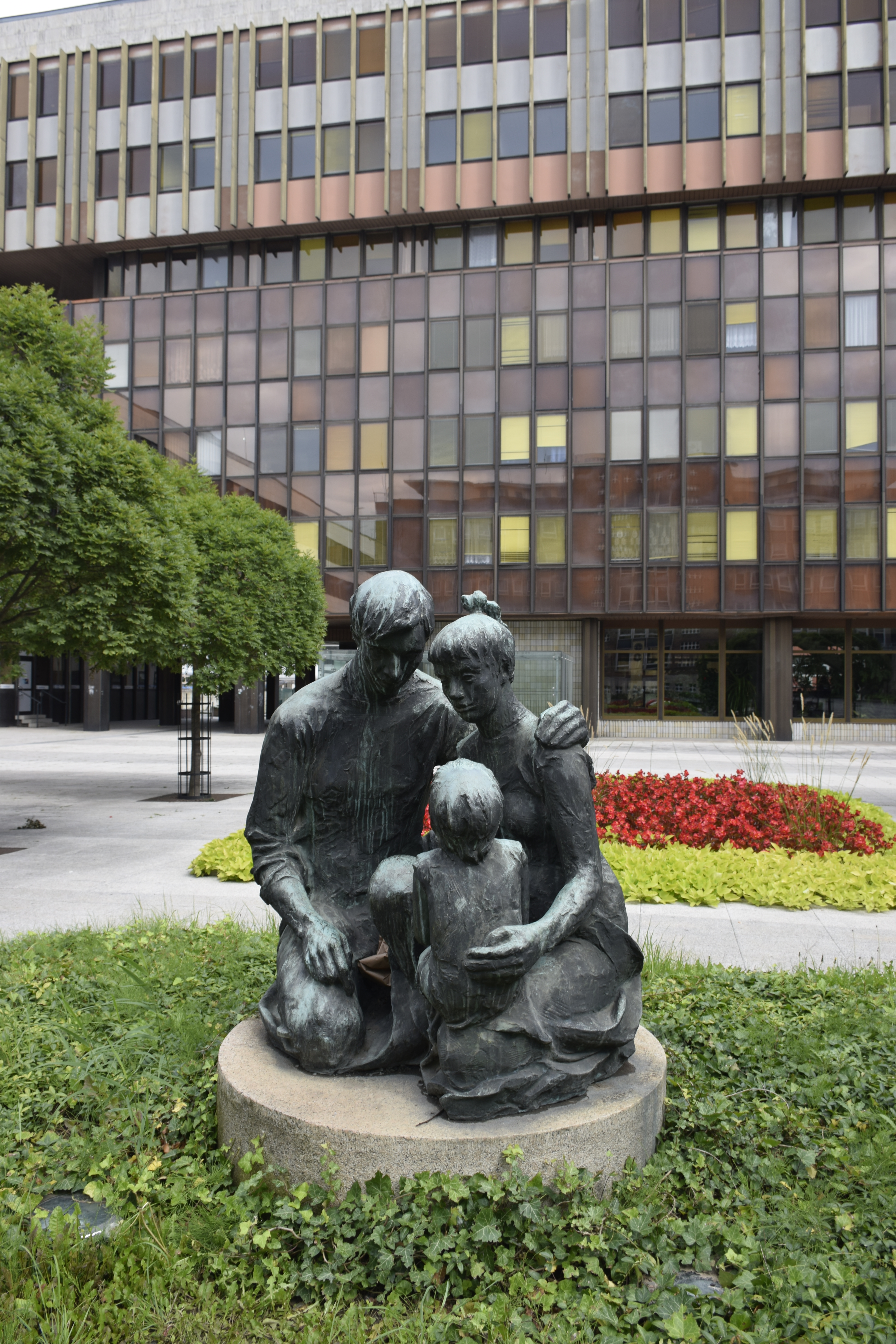
Sousoší Rodina (1987), Ústí nad Labem
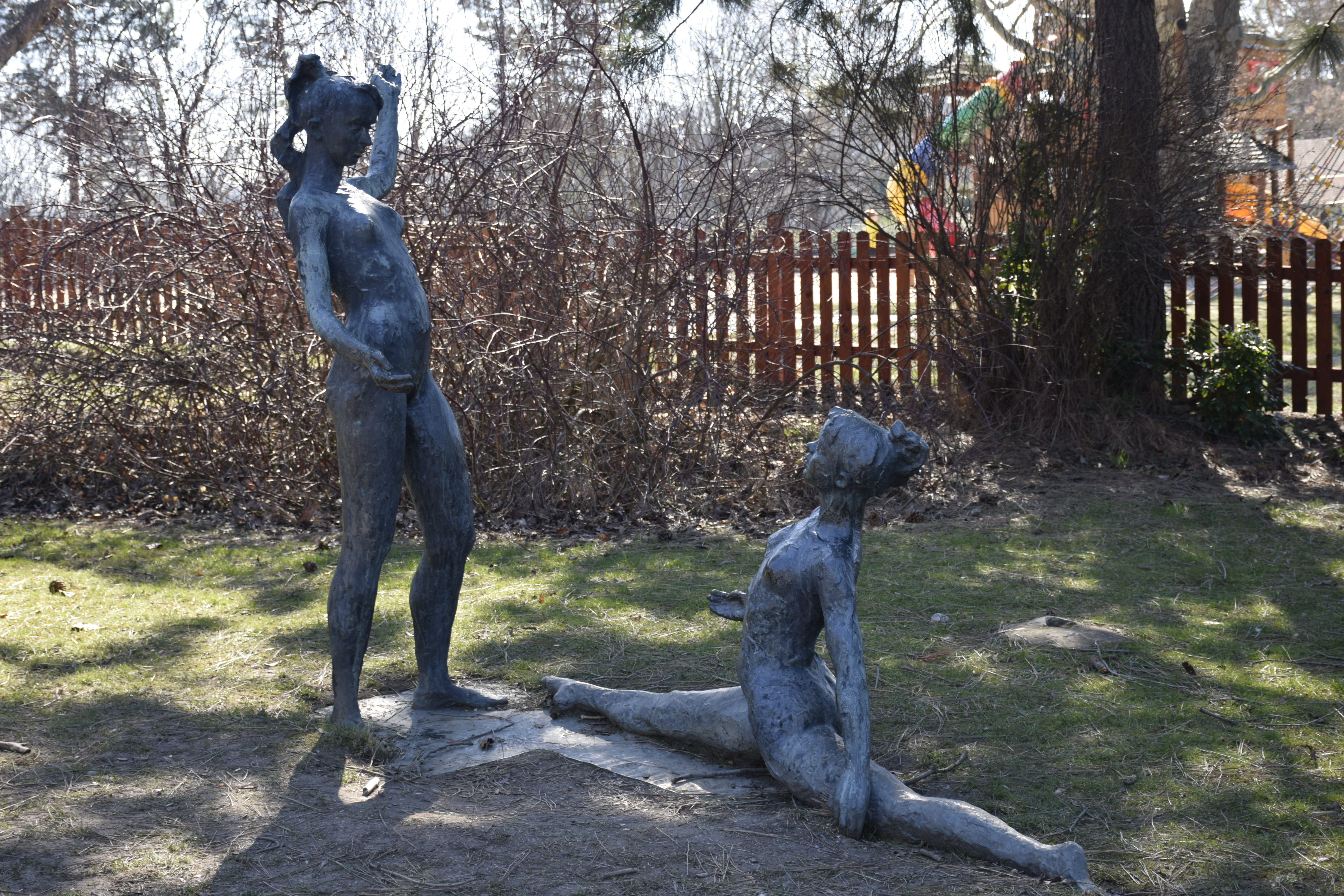
Gymnastiky (1979), centrální park na Severní Terase v Ústí nad Labem
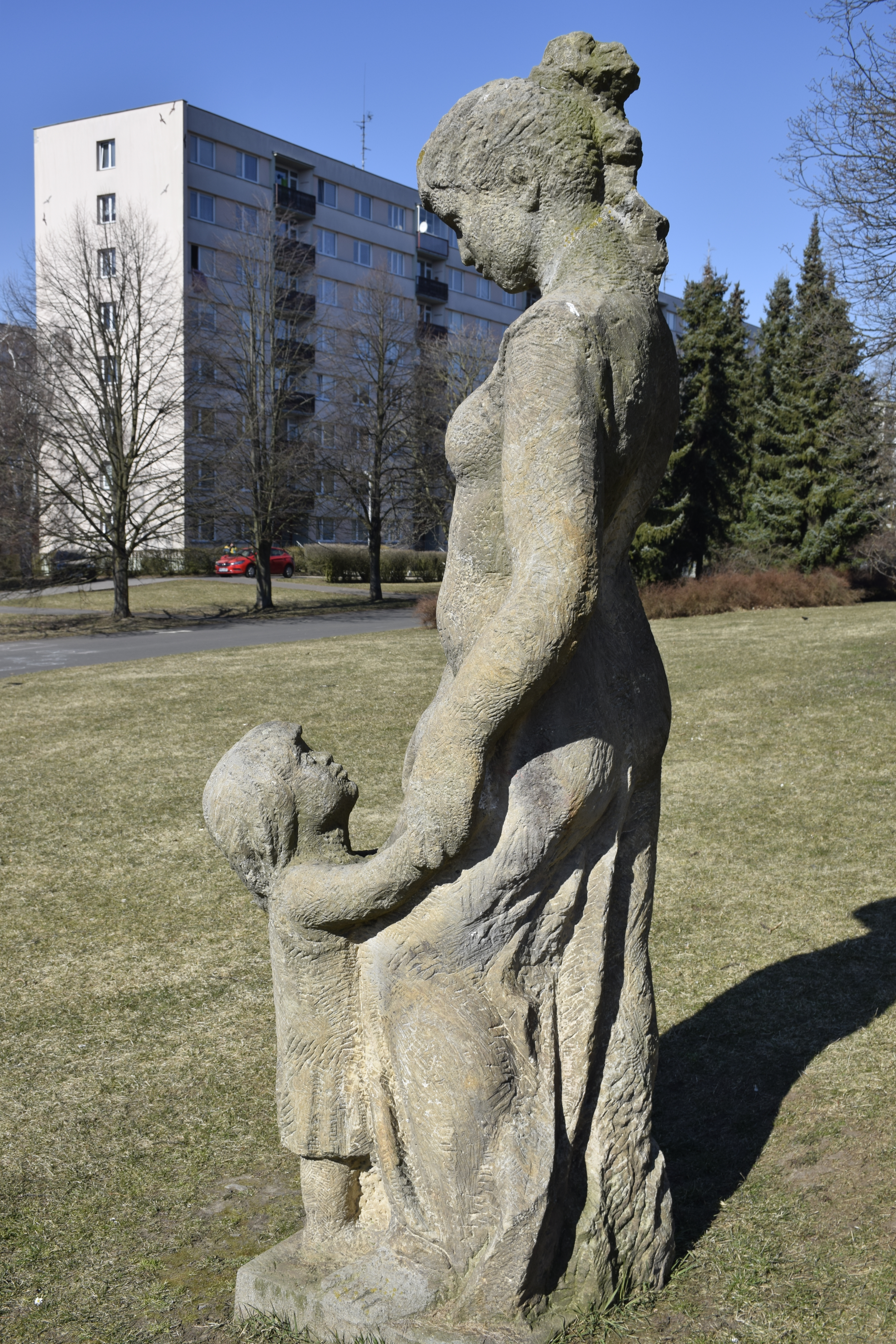
Matka s dítětem (1980)
- Prezentace tvorby - dřevo, kov, kámen
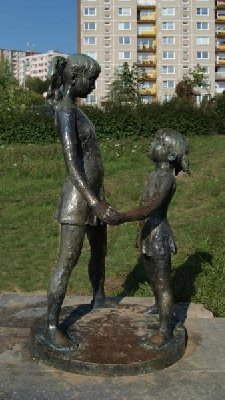
Děti, Česká Lípa, 1987
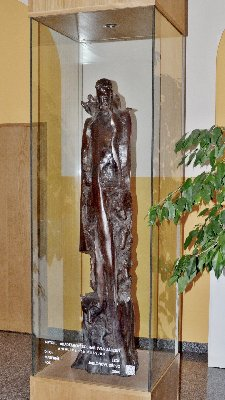
Ezop, KD Střelnice, Rumburk, 2000
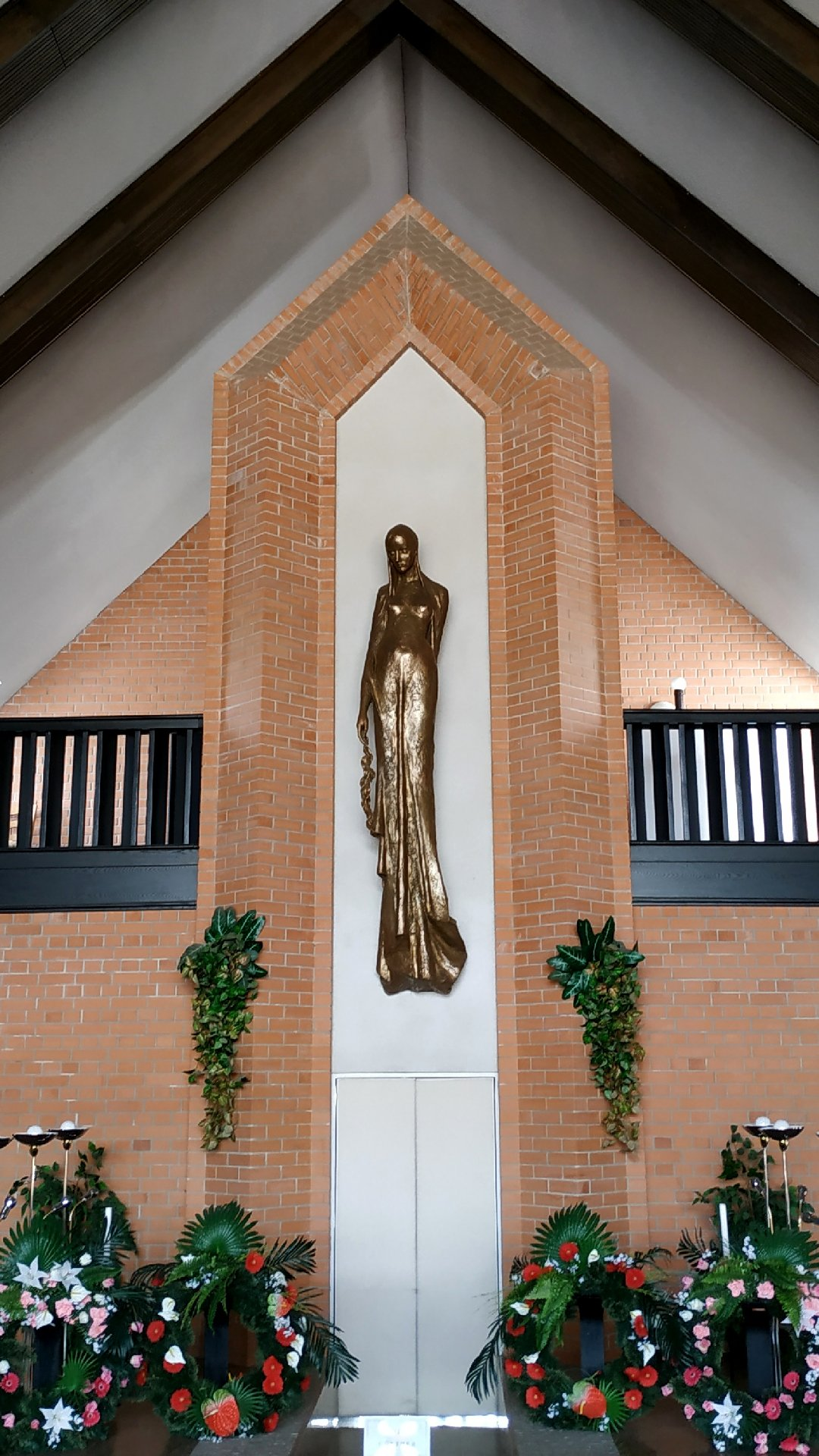
Pohlazení, smuteční síň Most, 1994
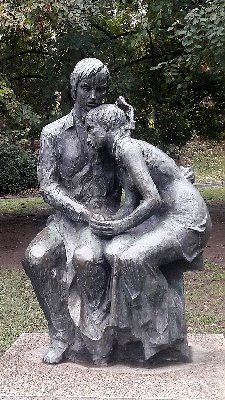
Máchovská variace, Děčín, 1984
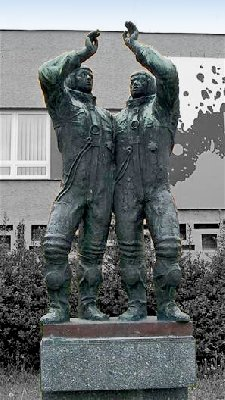
Interkosmos, bronzové sousoší, Most, 1981
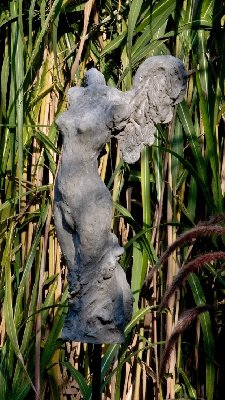
Níké, beton, soukromá sbírka, 2022
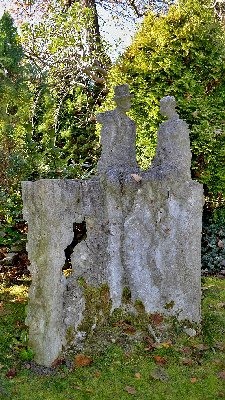
Pastýřka a kominíček, beton, soukromá sbírka, 2004
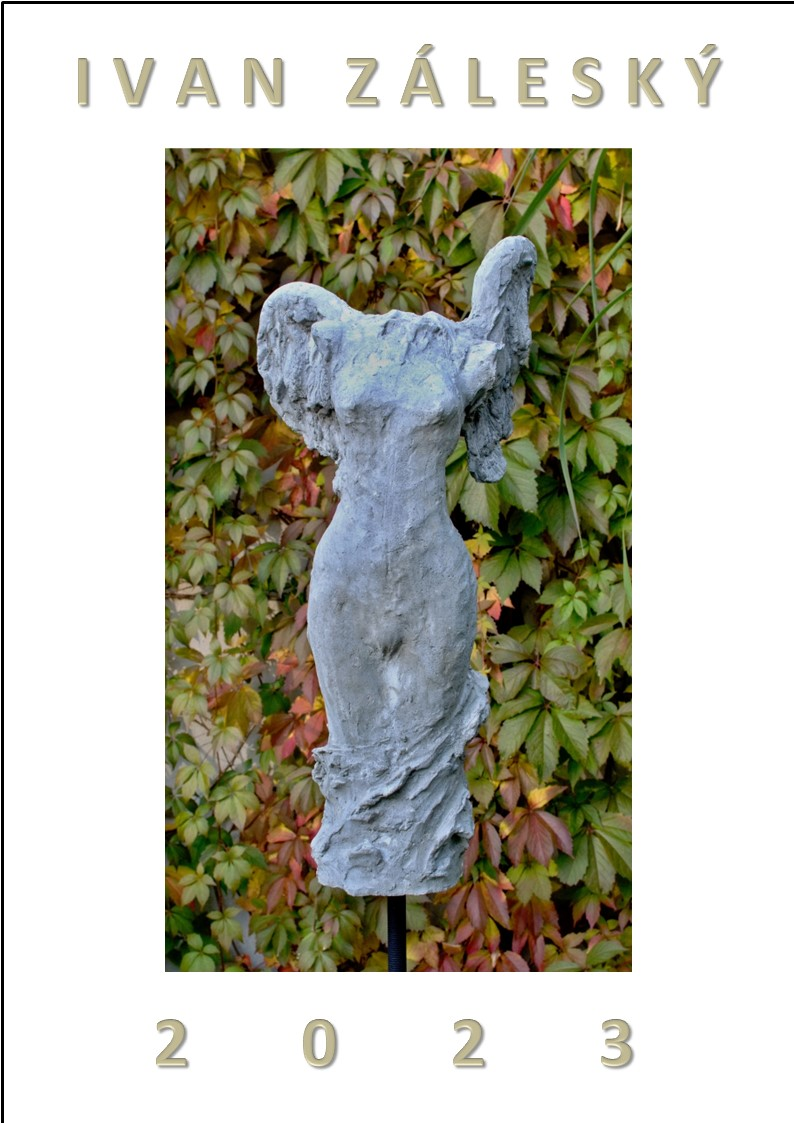
Ivan Záleský 2023 Kalendář
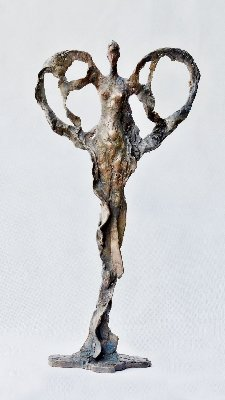
Srdce, patinovaný cín, 2017
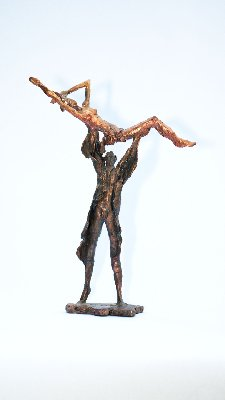
Sen noci svatojánské, patinovaný cín, 2016
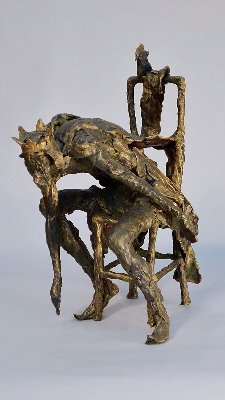
Richard III, patinovaný vosk, 2015
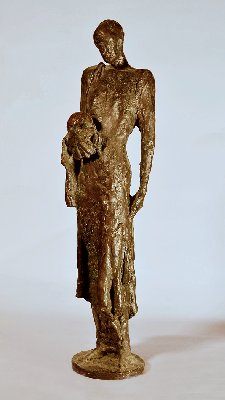
Hamlet, bronz, 2000
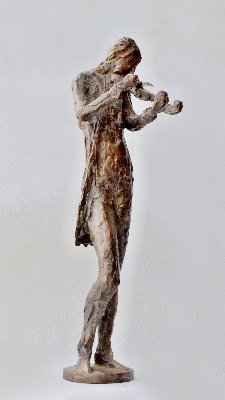
Paganini, patinovaný cín, soukromá sbírka, 1995
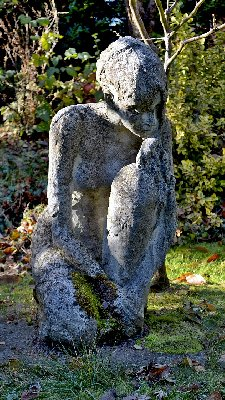
Zamyšlená, beton, soukromá sbírka, 1996
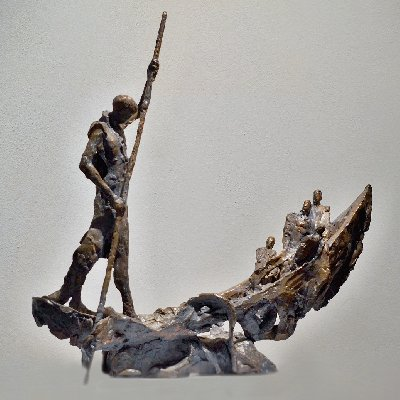
Charón, patinovaný cín, soukromá sbírka, 2008
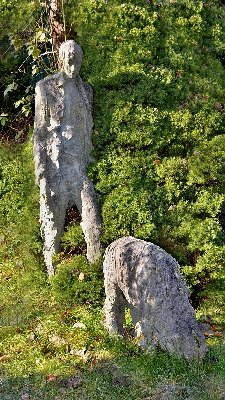
Muž a pes, beton, soukromá sbírka, 2004
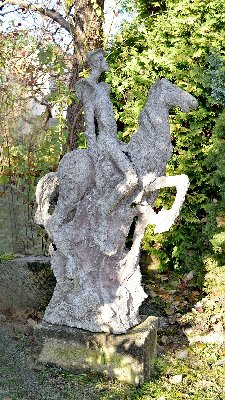
Don Quijoite, beton, soukromá sbírka Rumburk, 2009
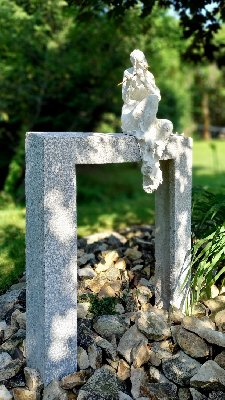
Píšťalka, beton, soukromá sbírka, Rumburk, 2022
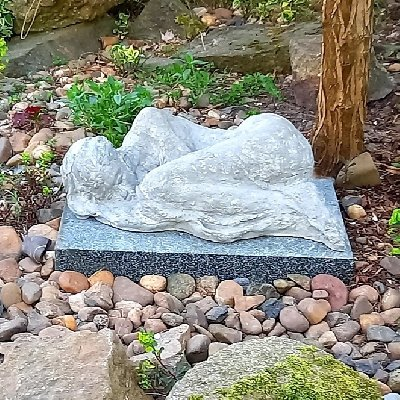
Víla, beton, soukromá sbírka, Rumburk, 2022
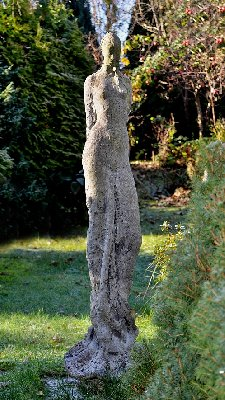
Venuše, beton, soukromá sbírka, Rumburk, 1999
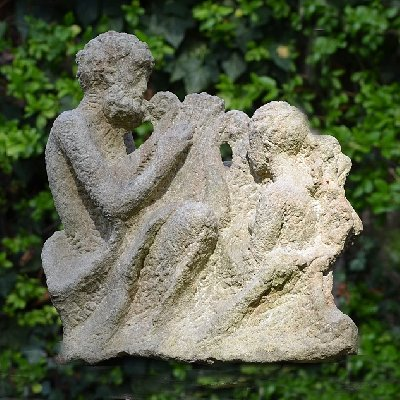
Orfeus a Nymfa, pískovec, 2006
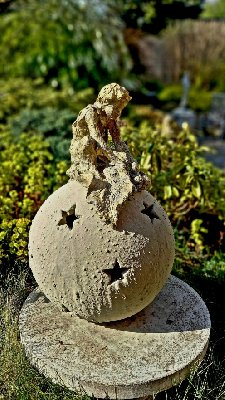
Malý princ, patinovaný spec.beton, 2023
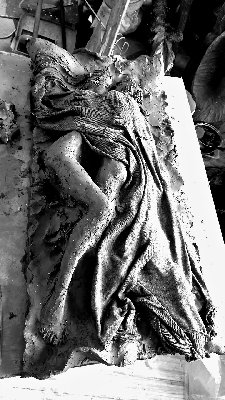
Peřina, spec.beton, 2022
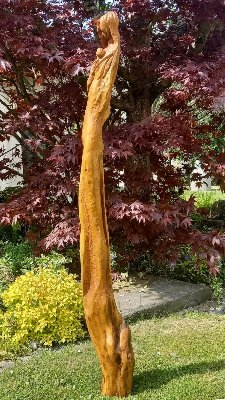
Madonna, mirabel, soukromá sbírka, 2023
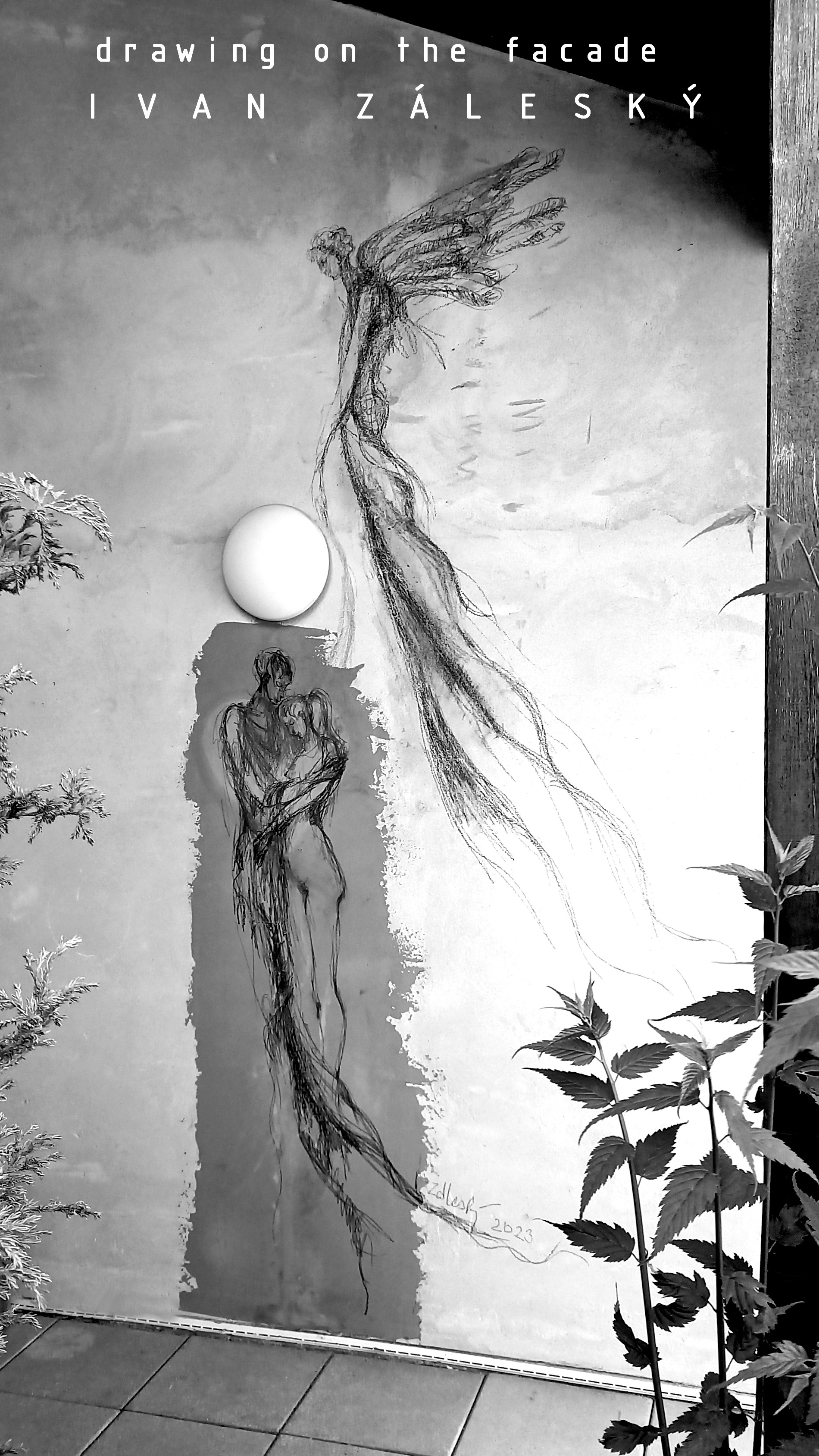
Facade 2023 IZ
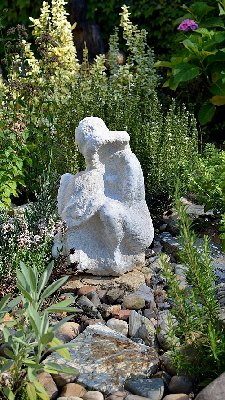
Léda s labutí, mramor, 2001
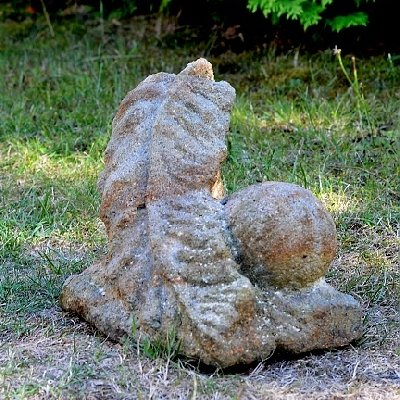
Zátiší s peřím a vejcem, pískovec, 2017
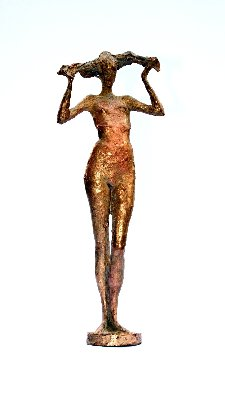
Vánek, patinovaný cín, 2015
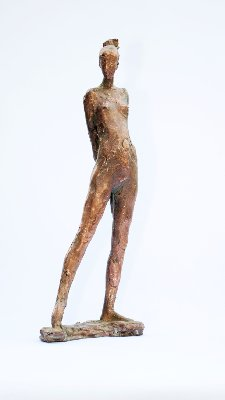
Stojící,patinovaný cín, 2010
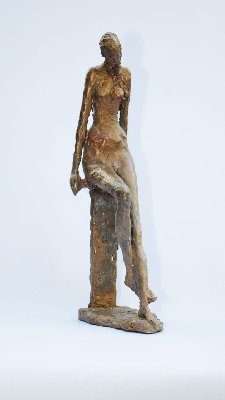
Dívka sedící, patinovaný cín, 2012
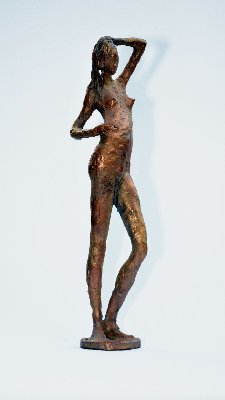
Žena, patinovaný cín, 2010